# 引越し

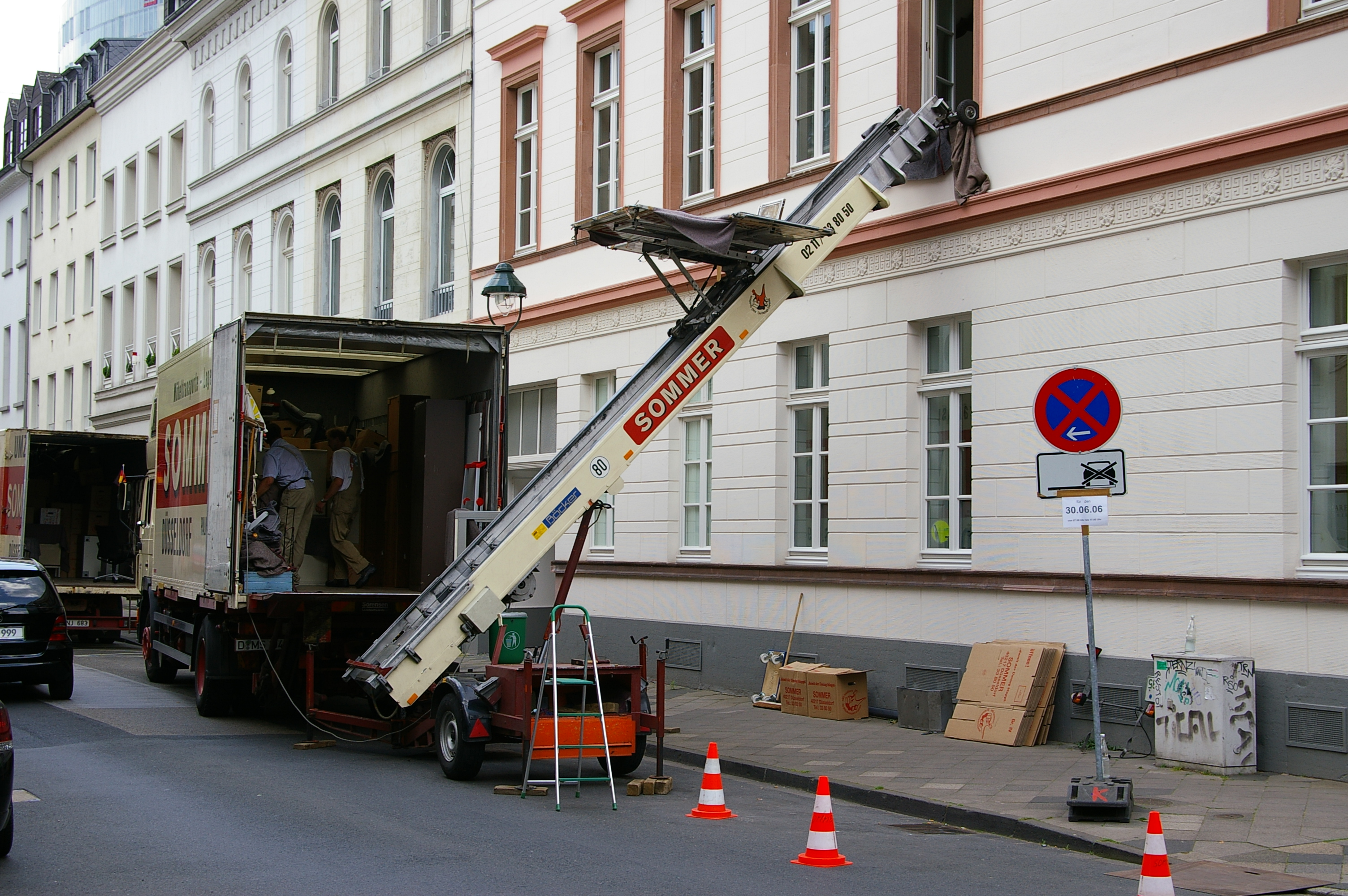
家具を下す車両

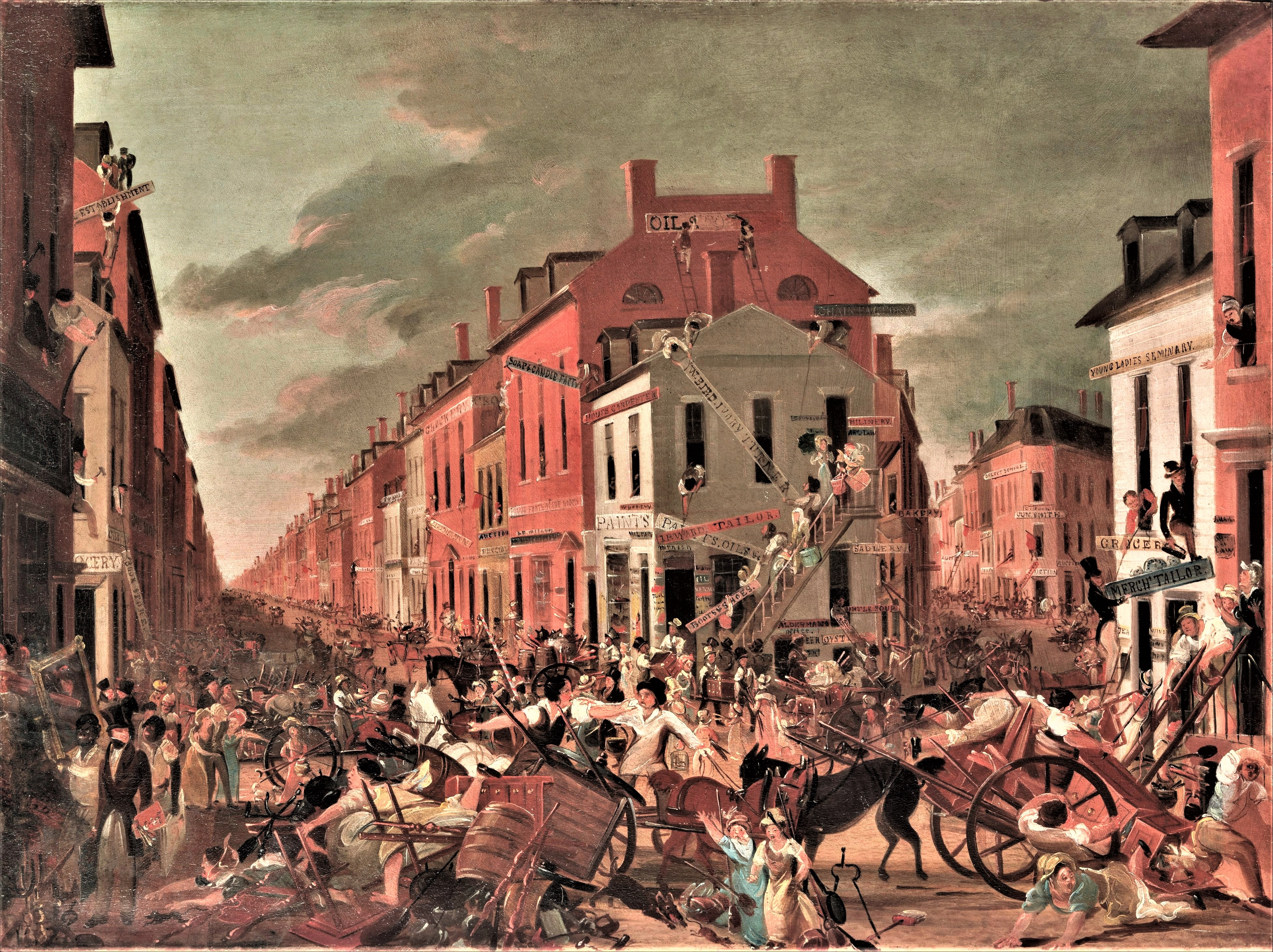
ニューヨークの毎年の家賃変動で引っ越しを始めるニューヨークのムービングデーを風刺した絵。

引越し（ひっこし、引っ越し、引越）は、居所を他の場所へ移すこと、およびそれに伴う動産類の移動作業のことである。転居（てんきょ）ともいう。古くは転宅とも言った。

## 概要
居所（居る場所）を変更し動産類を移動させること、たとえば人が住所を変更しその家財を移動させること、あるいは法人・事業所・営業所等が所在地を変更しその資材・機材等を新たな所在地へと移動させることが引越しである。
引越しの前後にはしなければならないことが多くある（#引越しの手順）。
引っ越しは、本人のみならず子供などにも高いストレスを与える。なお事情によっては、引っ越すことを周囲に公表しない場合もある（夜逃げ）。
生涯の引越し回数には個人差があるが、国立社会保障・人口問題研究所が2016年(平成28年) 7月に実施した『第8回人口移動調査』によれば54歳までの平均引越し回数は4.23回である。30～34歳は引越しが多い年代で、転職、転勤、結婚、出産、離婚などが多い年代であり、
50～54歳も子供の巣立ちや定年退職前後にあたる最後の引越ピークで、この年代を過ぎると多くの人が引越す必要性を感じなくなり現住所を終の棲家にしようと決める。日本では高齢化が進行しており2011年におこなわれた『第７回調査』と比較すると『第8回調査』のほうが引越し件数は減っている。
生涯で数十回引っ越した人もいる（#引越回数が多かった有名人）。
遊牧民にとっては引っ越しは毎年数度行う作業であり、家も家具も簡単に移動できるものを使う。

## 引越の理由の例
個人の理由
2021年にSUUMOが関東地方一都六県で賃貸住宅への引越しをしたまたは考えている人を対象に行い401人から回答を得られた調査の「引越しを思い立ったきっかけは？」という設問に対する回答は次のような割合だった。
- 賃貸契約の更新時期が来たから（26.9%）
- 今よりよい条件の物件を見つけたから（12.7%）
  - 旧居が狭かったから（9.2%）
  - 旧居がうるさかったから（騒音）（6.2%）
  - 旧居の日当たりが悪かったから（3.7%）
  - 旧居が駅から遠かったから（2.7%）
- 結婚（20.4%）
- 転職（9.0%）、転勤（6.7%）、就職（3.5%）。
- 一人暮らしをしたかったから

なお「更新時期が来たから」というのは、そのまま住んでいても更新手数料がかかるからどうせならそのお金を引越および新生活開始に使うという考え方。
2024年3月に株式会社ライフアドバンス（屋号：恵比寿不動産）が10代から70代の男女500名を対象に行ったwebアンケート調査の結果は次のようになった。
- 就職・転職・転勤 192人
- 結婚・離婚 121人
- 部屋が狭い、部屋数が少ない 50人
- 騒音 30人
- 入学・進学 25人
- 物件の更新時期 23人

ほかには、設備に不満（13人）、管理会社・大家とのトラブル（4人）。
アーク引越センターが、よくある理由を世代別に挙げており、20代では親の都合、県外就職、実家から通勤できる範囲では就職先選びに限界があったから、出身地に戻っての就職、転勤、同棲開始などで、30代では夫の転勤、結婚するため、職場近くに物件を見つけたから、親がマンション購入したから、結婚したから、子供が産まれて旧居には住めなくなったからなどで、40代では、収入が増えたから条件の良い物件へ、自然豊かな場所が恋しくなったから、賃貸から持ち家に切り替えるためマンションを購入したから、家族が増えて狭くなったから、などが挙げられている。ほか、同社が挙げている珍しい理由としては、大家が変な人だった、引越したら子供がアレルギーを発症したので再引越、居住区域の区画整理、居住地域の祭りなどの行事に参加しなかったら文句を言いに家までおしかけられたから、市営住宅の抽選に当選したから、などがある。
法人の理由
- 事業の拡大
- 事業の縮小、リストラ。倒産、解散。

## 引越しの手順
引越しでは、主に以下のような手続きや作業が必要である。
1. 転居先物件の決定。転居先物件の貸借契約締結、転居先物件の購入など。
2. 搬出・搬入計画の立案。自分で行う場合は自動車などの用意、手配。引越業者を使う場合は複数の引越業者で見積もりをとり比較、決定、予約。
3. ライフラインや民間サービスの解約・清算手続きもしくは住所変更手続き - 電気・ガス・水道・電話・プロバイダ等のうち、旧居と新居で提供会社が異なる場合は解約清算手続きを、提供会社が同じ場合は住所変更手続きをそれぞれ行う。銀行の手続きを忘れがちだが、口座はそのまま残せるにしても、住所変更の手続きは必要[8]。
4. 旧居を担当する郵便局への住所変更届提出（必要に応じて宅配便事業者へも行う）
5. 役所での転出手続きおよび転出証明書の入手。国民健康保険の異動届、公立学校への転校届出。
6. 旧居より新居が狭く家財等が入らない場合は保管場所いわゆるトランクルーム等の確保。
7. 旧居からの家財等搬出、清掃
8. 旧居の貸借契約の敷金清算（貸借契約がある場合のみ）
9. 家財等運搬
10. 新居への家財等搬入
11. 新居の役所で転入手続き（旧役場で入手した転出証明書も提出する）。健康保険の異動届、学校の転入届け。運転免許証の住所変更[8]。
12. 民間サービスの新規契約締結、および住所変更届提出

その他、転居元と転居先の各周辺住民や取引先、得意先、所属団体への届出や転居の挨拶をする。
また、これらの手続き作業は引越しする本人が行うこともでき、その一部を専門の業者に委託することもできる。個人や小規模法人の場合、手続きは自力で行い搬出・運搬・搬入のみを運送業者へ委託することが多い。
法人の場合
日本国内の法人の場合、本支店移転登記申請、税務署・社会保険事務所・労働基準監督署・公共職業安定所などへの異動届などがある。
大規模な法人の引越しの場合、運搬はもちろんのこと、関係官庁への届出や関係先への挨拶、転居先ビルの管理者との引越しに関する打ち合わせなどの一切を専門業者へ委託することがある。

## 荷物の移動

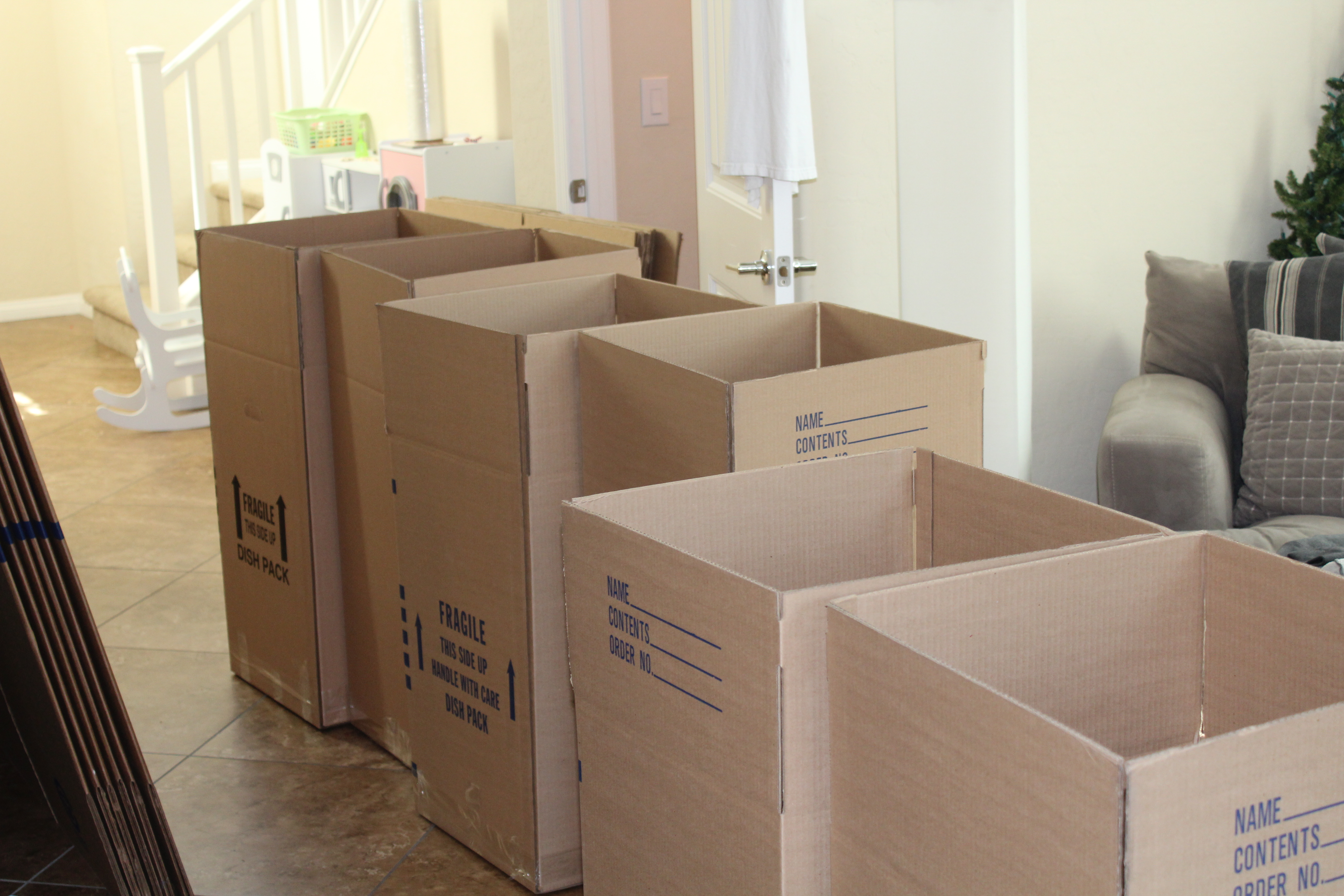
梱包

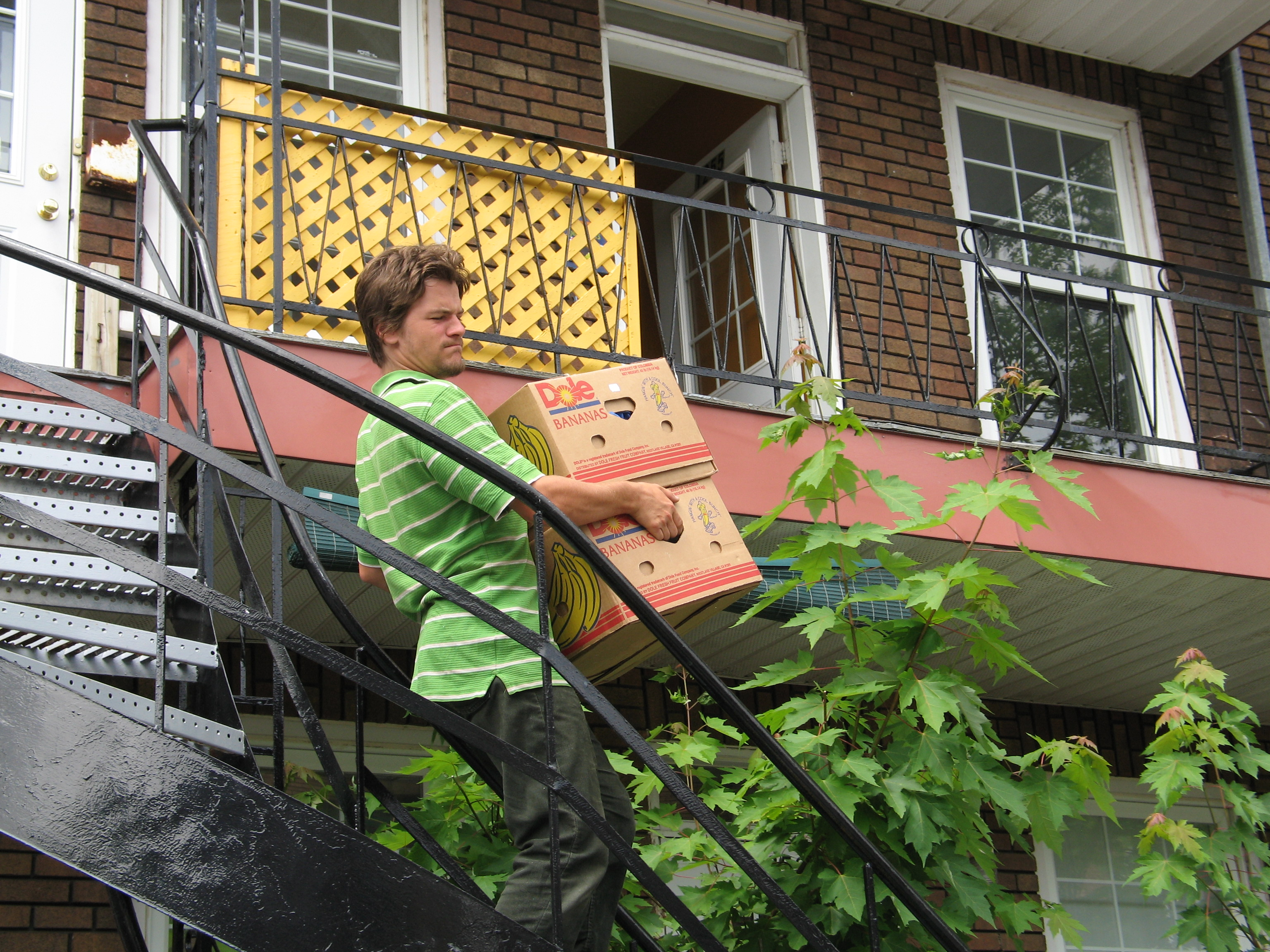
搬出

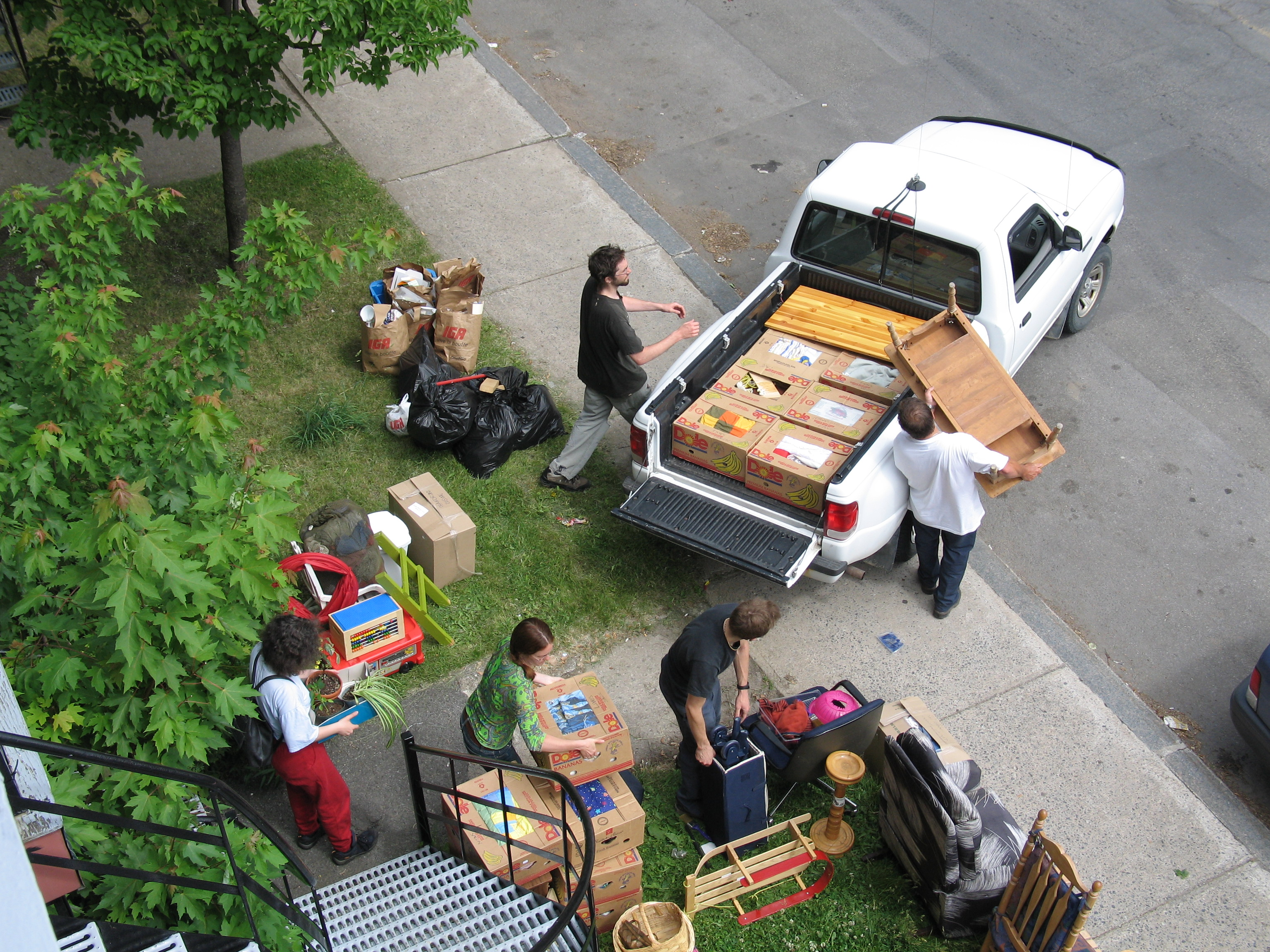
積み込み

家財類すなわち家具、食器、調理器具、生活道具、家電製品、衣服、書籍　等々等々を引越し先の住居へ運ぶ必要がある。自分独りで、あるいは家族、友人などに協力してもらい運ぶ人もいるし、運送業者、引越し専門業者に頼む人もいる。一般的には、
- 転居先が近距離
- 単身者で荷物が少ない
- 体力に自信がある

という場合には個人で行うケースが多く、
- 転居先が遠距離
- 引っ越す家族が数名以上で荷物が多い
- 大型の家具、家電製品がある
- 体力に自信がない

という場合には運送業者、引越し専門業者に依頼することが多い。比較的荷物が多い場合でも、自力で梱包して宅配便で送る人もいる。個人で行う場合、たいていはトラック、ワンボックスカーなどの貨物自動車が必要で、そのためにレンタカーを借りることが多い。
荷造りはもとの家にあった荷物を移動可能な状態にまとめる作業であり、生活必需品を梱包した時にその家での生活は不可能になる。荷ほどきは新居に搬入した荷物を荷造りの状態から解放しそれらを使用可能な状態に戻すことであり、特に生活必需品に関しては早く荷解きを行わないと生活が始められない。したがって生活必需品の荷造り・搬出・搬入・荷ほどきはできるだけ間を置かず一気に行う必要がある。生活必需品ではないもの、たとえば着ない衣類や読まない書籍や家族の思い出の品などは早めに梱包しても構わないし新居でも荷解きせず箱のまま放置しつづける人は多い。
大家族の全員が引っ越す場合、荷造り荷解きは膨大な作業となるが、家族の一人が引っ越す場合はさほどではない。
新居では不要になると判断したり転居を機に買い換える決断をして家財を手放したり廃棄をする場合、家財によっては中古ショップ（古物商）に持込んで引取ってもらったり買い取ってもらうことも可能である。廃棄する場合は、居住自治体の廃棄物処分のルール（一般ごみ／可燃物／不燃物、粗大ごみ、資源ごみ等の分類や出し方のルール）を遵守して処分すことが求められる（回収の依頼連絡や廃棄物処理場への持ち込み等）。廃棄、回収には時間を要するため、こうした対応は可能な限り準備期間中に実施しておくべき事項に含まれる。
大きな家具や購入後に気に入らなくなった家具等は引越を機に手放し、転居先で新しいものを購入する人も多い。

## 引越し業者
日本の主な引越業者
- アート引越センター
- アーク引越センター
- サカイ引越センター
- アリさんマークの引越社（引越社）
- 日本通運
- SGムービング
- ダック引越センター（アート引越センターグループ。現在は同グループのアートバンラインと合併し、事業撤退）
- 松本引越センター（2008年（平成20年）破産手続き、現: New松本引越センター）
- 引越専門協同組合（ハトのマークの引越センター）
- ハート引越センター（ハート・インターナショナル）
- ヤマトホームコンビニエンス（クロネコヤマトの引越サービス）
- オフィスボール (オフィス移転)

日本以外の主な引越業者

### 働き方改革（2016年（平成28年） - ）と引越し業界
2016年（平成28年）、首相官邸に働き方改革実現会議が設置されると運送業界、特に人手に頼るところが多い引越し業界にも労働条件の見直しを検討する会社も現れた。2018年（平成30年）春の引越しシーズンには、アート引越センターが無理な受注の抑制と値上げを発表すると各社も追随。客側が引越し代金の見積もりを申し入れても人手不足を反映して高額になる、何よりも引越し業者の確保事態が困難になるという引越し難民という言葉も生まれた。

### 家電リサイクル法と引っ越し業界
2018年（平成30年）、経済産業省と環境省は、サカイ引越センターとアーク引っ越しセンターに対し、引っ越し時に取り外した廃エアコンを家電リサイクル法に反して回収業者に売り渡したとして是正勧告を行っている。

### トラブル
家や家財に泥や傷がつく、見積もりよりも多額の請求などが国民生活センターに届けられている。
有名人においては、引っ越しの作業者に情報漏洩されたケースも見られる。

## 引越にまつわる文化
- ニューヨークのムービングデー（英語版）
- ムービングデー (ケベック)（英語版） - カナダの祝日である建国記念日7月1日は、ケベック州の賃貸契約が切れる日でもあり、一斉に引越しを行う[18]。

慣例
- 引越し蕎麦 -挨拶を兼ねてご近所や大家に蕎麦を配る江戸の習慣で、天明年間には広まっていて明治・大正時代も定着していたが昭和期に一般的ではなくなった。
- ハウスウォーミングパーティー（英語版） - 英語圏で行われる新居に友達や建築に関わった大工などを招待するイベント。家具などがプレゼントされる。

## 引越回数が多かった有名人
- ルートヴィヒ・ヴァン・ベートーヴェン - 79回引っ越した。
- 葛飾北斎 - 93回引っ越した。
- 夏目漱石 - 30回以上引っ越した。
- 孟母三遷の教え - 教育には環境が大切であるとして、孟子の母が3回引っ越した故事[19]。

## 比喩
テレビ番組やラジオ番組の放送時間変更も「引っ越し」と表現される場合がある。

## 引越を主題とした作品
映画
- お引越し (映画)
- ヒンディー・ミディアム
- 猫たちのアパートメント（朝鮮語版）

ゲーム
- Unpacking アンパッキング
- ムービングアウト（英語版）